# Aeroportul Sultan Abdul Halim
Aeroportul Sultan Abdul Halim (IATA: AOR, ICAO: WMKA) este un aeroport din Kepala Batas, Kedah⁠(d), Malaysia ce deservește zona Kedah⁠(d). Aeroportul a fost tranzitat în 2021 de 164.869 de pasageri.
Situat la o altitudine de 5 m, aeroportul dispune de 1 pistă. Este operat de Malaysia Airports⁠(d).

## Infrastructură

### Piste
Aeroportul dispune de o singură pistă. Pista are orientarea 04/22. 